# Josh Stinson
Joshua Stinson (né le 14 mars 1988 à Shreveport, Louisiane, États-Unis) est un lanceur droitier des Ligues majeures de baseball sous contrat avec les Pirates de Pittsburgh.

## Carrière
Josh Stinson est drafté par les Mets de New York au 37e tour en 2006.
Il fait ses débuts dans le baseball majeur avec les Mets comme lanceur de relève le 2 septembre 2011.
Le 4 avril 2012, Stinson est réclamé au ballottage par les Brewers de Milwaukee. Il fait six présences au monticule pour Milwaukee, dont une comme lanceur partant. Il n'accorde qu'un point en 9 manches et un tiers lancées pour une moyenne de points mérités de 0,96.
Le 29 mars 2013, les Athletics d'Oakland le réclament au ballottage. Le 4 avril, c'est au tour des Orioles de Baltimore de le réclamer au ballottage. En 2013 et 2014, Stinson effectue un départ et 18 présences en relève pour Baltimore. En 30 manches lancées au total, sa moyenne de points mérités s'élève à 4,50.
Il rejoint les Pirates de Pittsburgh le 23 octobre 2014.